# Lee Chia-hsin

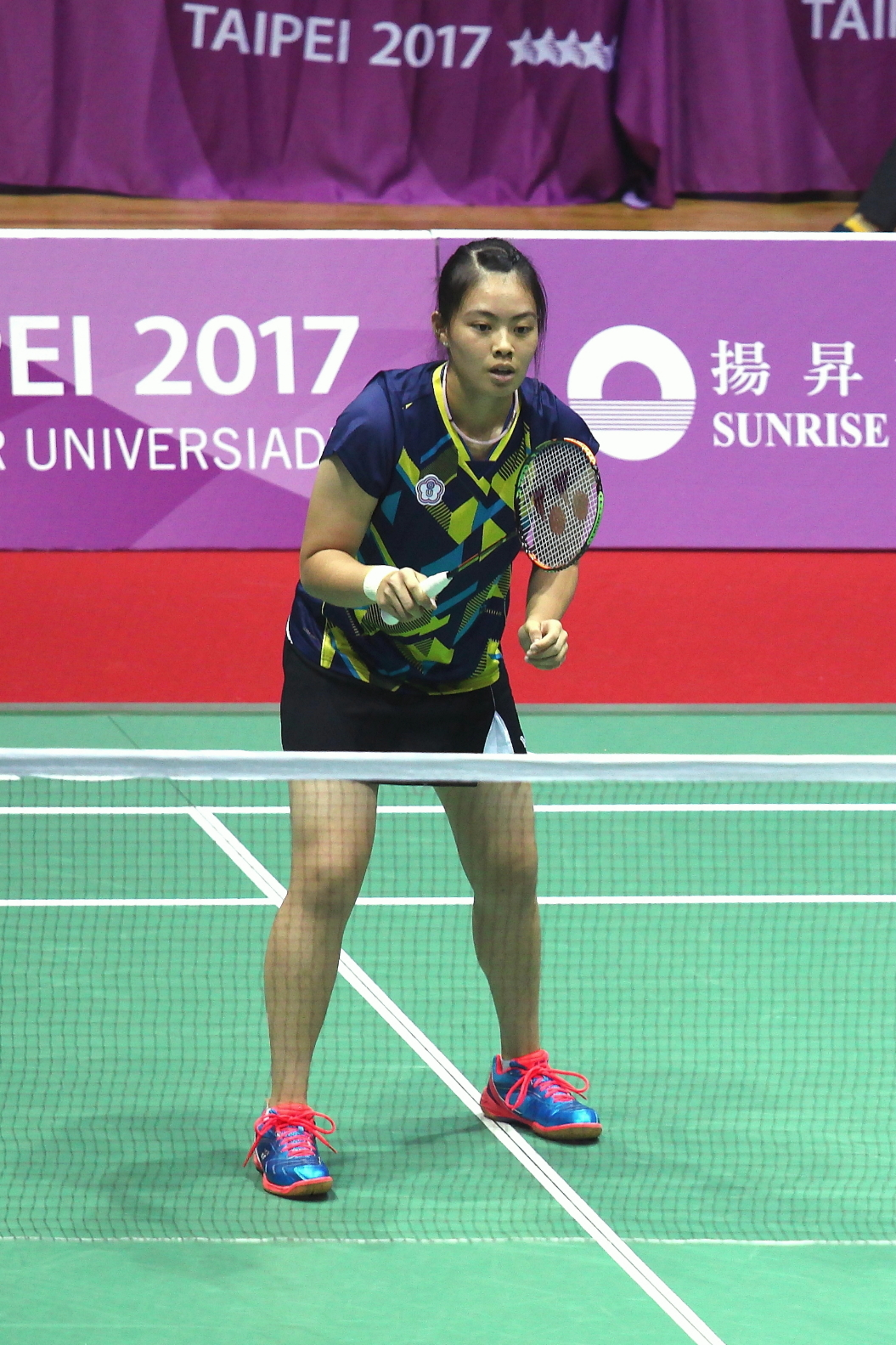

Lee Chia-hsin (chinesisch 李佳馨; * 14. Mai 1997) ist eine taiwanische Badmintonspielerin.

## Karriere
Lee Chia-hsin startete 2012 bei den Chinese Taipei Open, den Macau Open und der Juniorenweltmeisterschaft. 2013 siegte sie bei den Polish International. Bei den Czech International 2013, den Vietnam International 2013 und den Belgian International 2013 belegte sie jeweils Rang drei.